# 아산 김옥균 선생 유허
아산 김옥균 선생 유허(金玉均 先生 遺墟)는 대한민국 충청남도 아산시 영인면 아산리에 있는, 김옥균의 묘이다. 1976년 12월 6일 충청남도의 기념물 제1호로 지정되었다.

## 개요
한말의 풍운아 김옥균의 묘이다.
김옥균의 호는 고균, 시호는 충달공으로 조선 조 철종 2년(1851) 1월 23일 충남 공주군 정안면 광정리에서 출생하였다.
고종 9년(1872) 문과에 장원급제하여 벼슬은 호조참판에 이르렀으며 1884년 조국 개화를 위해 갑신 개혁을 일으켰으나 실패하였다.
1894년 한. 청. 일 3국의 제휴 위한 삼화주의를 제창 동양의 백년대계를 위하여 청국의 실력자 리홍장과 의논하고자 텐진을 방문하던중 동년 3월 28일 상해 여관에서 수구파의 자객 홍종우에게 암살 당하였으며 시체는 본국으로 돌아와 양화진에서 능지처참되었다.
갑오경장으로 개화당내각이 조직된 후 총리 김홍집등의 상소로 반역죄가 용서 되고, 1910년 규장각 대제학 추증(追贈), 익호(謚號)는 충달(忠達)이다.
묘는 일본 동경 청산외인 묘지(靑山外人 墓地)에서 1914년 9월 11일 의발(衣髮)을 이장, 정경부인 유씨와 합장한 것이다.

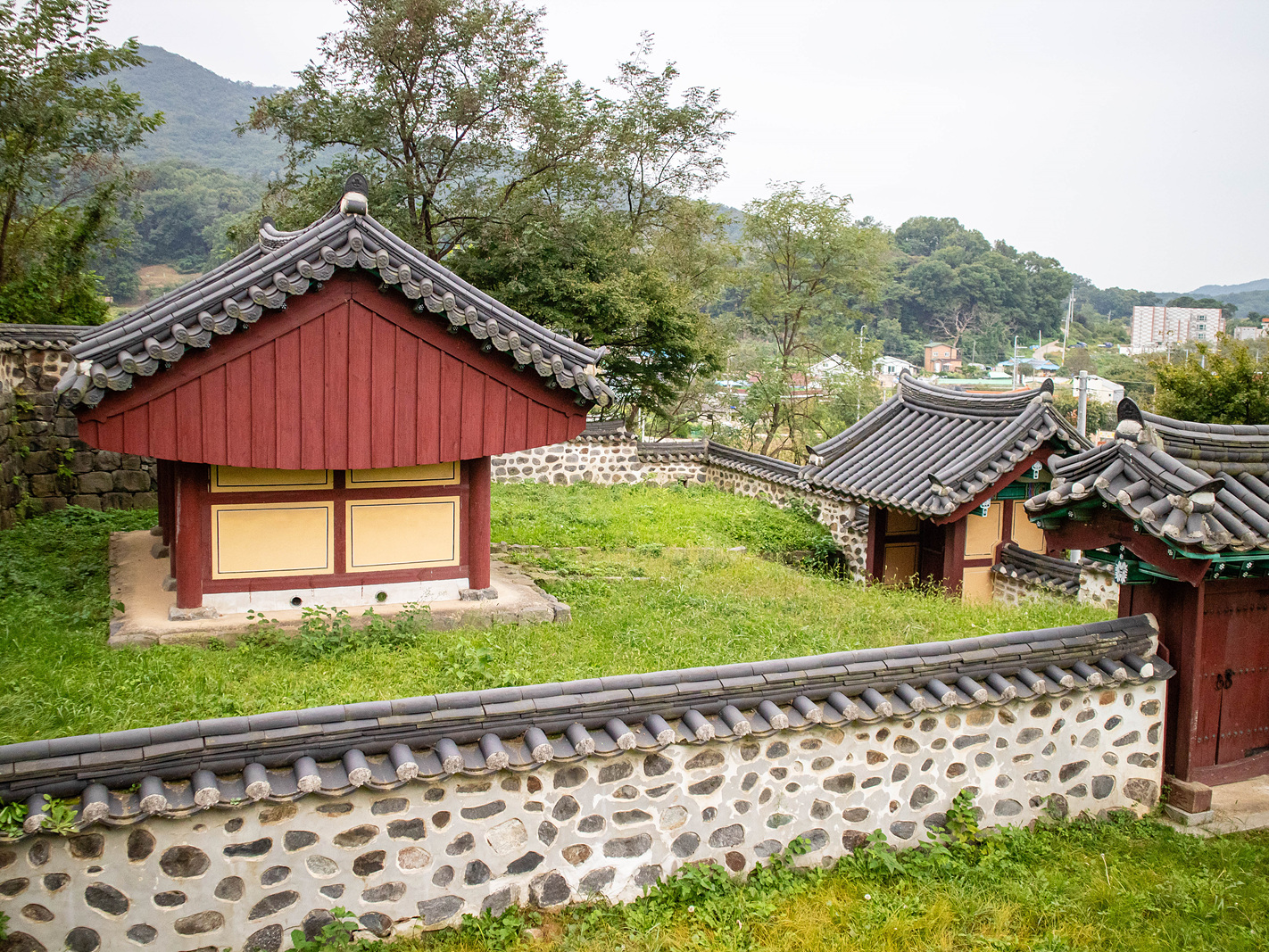
김옥균 유허

## 같이 보기
- 여민루

## 참고 자료
- 김옥균선생유허 - 국가유산청 국가유산포털